# Sri Chinmoy
Chinmoy Kumar Ghose, comunemente noto come Sri Chinmoy (Boalkhali, 27 agosto 1931 – New York, 11 ottobre 2007) è stato un filosofo, poeta e artista indiano.

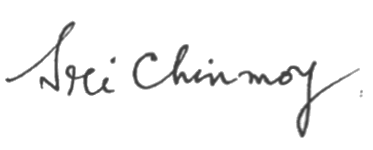
Firma di Sri Chinmoy

Come maestro spirituale Sri Chinmoy, rifacendosi ad alcune tradizioni hindu, ha praticato e diffuso in Occidente la meditazione, la recitazione di mantra, la preghiera e la pratica sportiva anche estrema quali vie personali per aspirare all'illuminazione, intesa come realizzazione in Dio. Onorificato nel 1997 dell'Hindu Renaissance Award, Sri Chinmoy fu anche autore prolifico, e secondo stime fatte dai suoi seguaci egli avrebbe scritto circa 1.500 libri, composto 115.000 poesie e 20.000 canzoni, dipinto 200.000 quadri e dato quasi 800 concerti gratuiti finalizzati alla ricerca della pace interiore. Negli anni settanta Sri Chinmoy fu ispiratore e maestro di noti musicisti di quegli anni, fra i quali i chitarristi John McLaughlin e Carlos Santana. A Sri Chinmoy si ispira l'organizzazione internazionale Sri Chinmoy Centre.

## Biografia

### I primi anni in India (1931-1964)

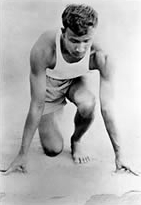

Ultimo di sette figli, tutti nati a Shakpura, villaggio della regione di Boalkhali nel distretto di Chittagong del Bengala Orientale (oggi Bangladesh), Chinmoy perse il padre per malattia nel 1943 e la madre alcuni mesi più tardi. Nel 1944 il dodicenne Chinmoy entrò nell'ashram del mistico indiano Sri Aurobindo a Pondicherry, nell'India francese, in cui già si trovavano i fratelli maggiori Hriday e Chitta.
In questa comunità Chinmoy trascorse i successivi 20 anni immerso nella pratica spirituale e nello studio della letteratura bengalese e inglese, anche lavorando nelle attività condotte dall'ashram.. Chinmoy ha sostenuto di essere stato per circa otto anni il segretario personale del Segretario Generale dell'ashram, Nolini Kanta Gupta, di cui Chinmoy tradusse gli scritti dal bengalese in inglese. Nolini Kanta Gupta era uno studioso il cui operato fu ammirato dal poeta e filosofo indiano Rabindranath Tagore.

### In Occidente (1964–2007)
Nel 1964, Chinmoy è spinto a trasferirsi in America in risposta ad un "messaggio interiore" che gli chiedeva di mettersi al servizio di quegli occidentali in cerca della realizzazione spirituale. Con l'aiuto di Sam Spanier e Eric Hughes, suoi sostenitori statunitensi in contatto con l'ashram, egli emigrò a New York.
Nonostante la mancanza di un'istruzione formale, Chinmoy si propose con successo per un lavoro come impiegato junior presso il consolato indiano. Sostenuto e incoraggiato dai suoi colleghi e superiori fu invitato a tenere conferenze sull'induismo. Cominciò così a tenere conferenze nelle università e in seguito anche presso le Nazioni Unite.
Ci vollero tre anni perché Chinmoy ottenesse la carta verde. Un requisito era che l'ashram di Sri Aurobindo fornisse delle referenze sulla sua idoneità come insegnante. Chinmoy dichiarò che non però non era possibile chiedere tali referenze poiché aveva lasciato l'ashram senza autorizzazione. Nel 1967 il problema fu superato quando uno dei discepoli di Chinmoy lo presentò a suo fratello, assistente presso l'ufficio immigrazione di New York. Nell'estate del 1967 Chinmoy riceveva così la carta verde. Negli anni, Chinmoy ha continuato a offrire lezioni nelle università di tutto il mondo, tra cui Harvard, Yale, Stanford, Oxford, Cambridge.

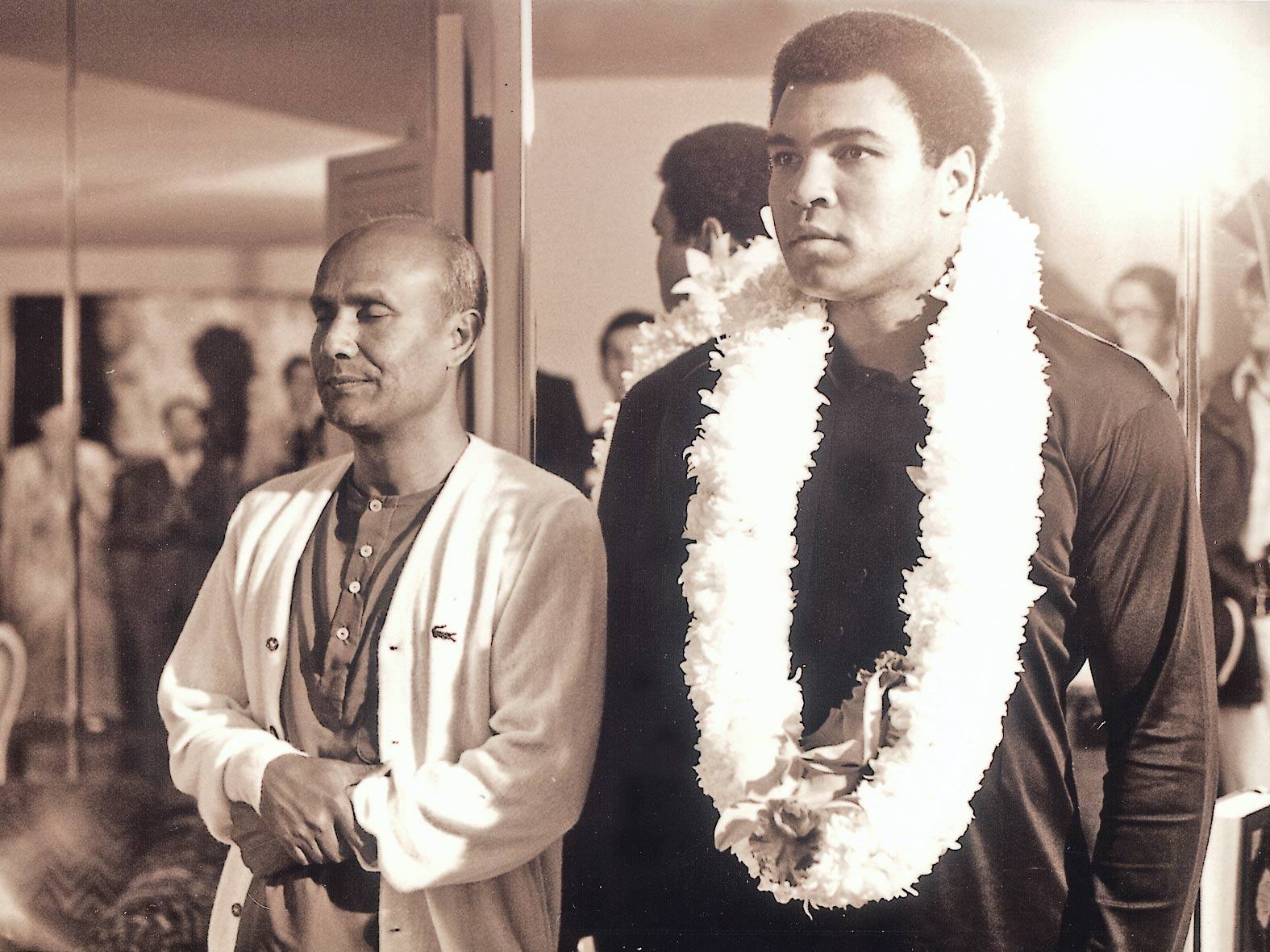
Sri Shinmoy con Muhammad Ali negli anni settanta. Il pugile fu affezionato estimatore del maestro.

In America, negli anni settanta, Sri Chinmoy attirava molti seguaci, tra i quali i musicisti Narada Michael Walden, Roberta Flack, Clarence Clemons, Boris Grebenshikov., Carlos Santana e John McLaughlin, che fu suo seguace dal 1970 al 1975. Il suo interesse per la filosofia orientale e la spiritualità l'avevano portato a leggere le opere di vari yogi e a scegliere Sri Chinmoy come proprio guru. Durante questo periodo il musicista formò e riformò la Mahavishnu Orchestra, dove 'Mahavishnu' è proprio il nome spirituale datogli da Sri Chinmoy. Nel 1972 John McLaughlin condusse Carlos Santana da Sri Chinmoy in uno degli incontri di preghiera settimanali presso le Nazioni Unite. Anche Santana, così, iniziò a seguire il percorso spirituale di Chinmoy. John McLaughlin registrò diversi album, tra cui Love Devotion Surrender in collaborazione con Carlos Santana, nel quale gran parte dei brani riguardano tematiche devozionali. Santana pubblicò un album con il nome 'Devadip' ("Lampada di Dio"), datogli dal guru. Chinmoy proponeva ai musicisti un percorso spirituale che vietava l'uso di droghe e alcol incoraggiando la musica e la poesia come espressione di gratitudine al Divino. Santana e sua moglie lasciarono il percorso di Chimnoy nel 1981 e, nel 2000, Santana descrisse Sri Chinmoy come "vendicativo" rispetto alla fine della loro relazione.
Fra altri suoi seguaci ricordiamo il leader spirituale "Atmananda" Frederick Lenz, che raggiunse Sri Chinmoy intorno al 1972 per poi rompere nel 1981 e diventare guru per conto proprio.
Sri Chinmoy ha viaggiato molto dedicando alla pace le sue numerose attività e gli eventi da lui fondati. Ha incontrato alcune tra le più prestigiose figure del mondo ed è stato spesso descritto come "ambasciatore di pace". Non ha mai addebitato alcun costo per la sua guida spirituale o per le sue esibizioni musicali, mostrandosi sempre rispettoso nei confronti di tutte le religioni e delle figure religiose del mondo. Si stima che durante la sua vita abbia attratto circa 7.000 allievi.
Nel periodo di permanenza in Occidente Sri Chinmoy intrattenne amicizie con Michail Gorbačëv, Nelson Mandela e l'arcivescovo sudafricano Desmond Tutu, premio Nobel per la pace nel 1984; aprendo centri di meditazione e dando concerti in tutto il mondo, con pubblicazione di molti dei suoi discorsi.
Nel 2007, anno del suo decesso, Sri Chinmoy fu nominato per il Premio Nobel per la Pace da 51 membri del Parlamento islandese, un professore canadese, Amnesan Walter Dorn, e alcuni professori della repubblica Ceca.
La morte di Chinmoy venne attribuita a un attacco cardiaco, sopravvenuto mentre si trovava nella sua casa ai Queens, New York, l'11 ottobre del 2007. Di lui Michail Gorbačëv ebbe a scrivere che la sua morte era «una perdita per tutto il mondo» e che «nei nostri cuori, egli rimarrà per sempre un uomo che ha dedicato tutta la sua vita per la pace».

## Insegnamento spirituale
Chinmoy ha sostenuto l'"auto-trascendenza", intesa come l'espansione della propria coscienza e il superamento dei limiti percepiti dalla mente. Il suo percorso è riconosciuto come una forma contemporanea di yoga praticato sotto la guida di un maestro spirituale, dove a differenza di altre antiche tradizioni, il ritiro dal mondo non è però considerato necessario.

### Amore, devozione e abbandono
Sri Chinmoy ha insegnato che un rapido progresso spirituale possa essere realizzato con l'amore, la devozione e l'abbandono al divino, il "Supremo": l'amore verso il divino come offerta e espansione di sé; la devozione come un'espressione dell'amore divino sotto forma di azione, l'abbandono come fusione del sé finito con l'infinità del divino. Il percorso indicato dal maestro non contempla né atti di rinuncia né pratiche ascetiche, ma è una via di mezzo in cui il "cercatore" ha la possibilità di rinunciare, o trasformare, le qualità negative che si oppongono alla sua unione col divino. Sri Chinmoy ha insegnato come la meditazione sul cuore possa condurre rapidamente la luce dell'anima verso una realtà superiore:
Chinmoy chiedeva ai suoi discepoli di adottare una dieta vegetariana, di astenersi dall'uso di sostanze stupefacenti e di alcoolici, e condurre uno stile di vita improntato alla purezza sessuale e al celibato; ai seguaci già sposati nel momento in cui entravano a far parte del suo movimento, veniva concessa l'esenzione dal celibato.
La vita dei fedeli di Chinmoy prevede meditazioni bi-settimanali di gruppo in cui gli uomini indossano abiti bianchi e le donne sari colorati.
Le riunioni di meditazione si svolgono situando al centro una copia in bianco e nero di una fotografia di Chinmoy scattata nel 1967, mentre egli era in ciò che ha descritto come uno stato di "coscienza trascendentale". Chinmoy si è riferito a tale fotografia chiamandola "Il ritratto trascendentale" o "La fotografia trascendentale", più spesso semplicemente come "Il trascendentale". Sri Chinmoy consigliava ai suoi discepoli di sentire – mentre meditavano sulla sua foto - che stavano entrando nella parte più alta del proprio essere, rimarcando che l'immagine non rappresenta un essere umano, ma uno stato della coscienza.
Sri Chinmoy raccomandava di meditare nella quiete del primo mattino, prima di iniziare le attività quotidiane, tra le tre e le quattro, cioè nella tradizionale "ora di Dio", la brahmamuhurtha; o anche, per adattarsi allo stile di vita occidentale, alle sei del mattino. Leggere gli scritti di Sri Chinmoy, cantare le sue canzoni e eseguire servizi dedicati, sono altrettante forme di meditazione.
Accanto a queste attività, Sri Chinmoy sosteneva che il mantenimento della forma fisica, e in particolare la corsa, fosse un aiuto per la vita spirituale interiore oltre che per la vita attiva esteriore, incoraggiando i suoi seguaci a correre tutti i giorni.

### Ecumenismo

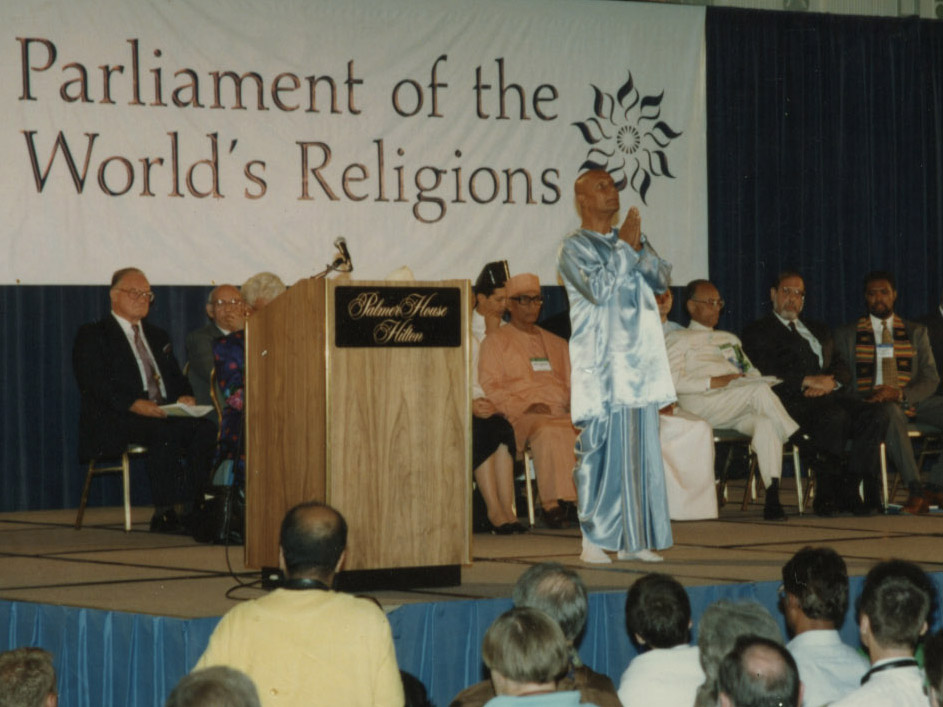
Sri Chinmoy conduce una meditazione durante il Parlamento delle religioni mondiali, Chicago, 1993

Parte integrante dell'insegnamento di Sri Chinmoy è il rispetto per gli altri percorsi spirituali e le altre religioni:
Gli sforzi di Sri Chinmoy per promuovere l'armonia interreligiosa lo hanno portato a essere invitato ad aprire i lavori del Parlamento delle religioni mondiali di Chicago, nel 1993, e successivamente quello di Barcellona nel 2004. Durante la meditazione di apertura del 2004, così egi si espresse:
Sul tema, Sri Chinmoy ha detto:

### Alle Nazioni Unite
Nell'aprile del 1970, Sri Chinmoy fu invitato dal Segretario generale dell'ONU U Thant a tenere due volte la settimana meditazioni per i delegati delle Nazioni Unite, il personale e i rappresentanti delle ONG accreditati, in qualità di direttore del gruppo di meditazione denominato "Sri Chinmoy: Meditazioni di pace alle Nazioni Unite" a New York. Per Sri Chinmoy, le Nazioni Unite sono la "casa del cuore del corpo del mondo", incarnando le speranze e i sogni di tutta la famiglia mondiale.
Chinmoy ha diretto le meditazioni di pace, che hanno visto la partecipazione di molti dipendenti e diplomatici delle Nazioni Unite, per 37 anni, fino al 2007, anno della sua morte.
In quell'anno, più di 700 membri della comunità internazionale e ammiratori resero il loro tributo a Chinmoy durante una celebrazione tenutasi il 30 ottobre presso la sede delle Nazioni Unite a New York. Nel corso della cerimonia, Daw Aye Aye Thant, figlia dell'ex Segretario generale U Thant, si è così espressa:

## Impegno artistico

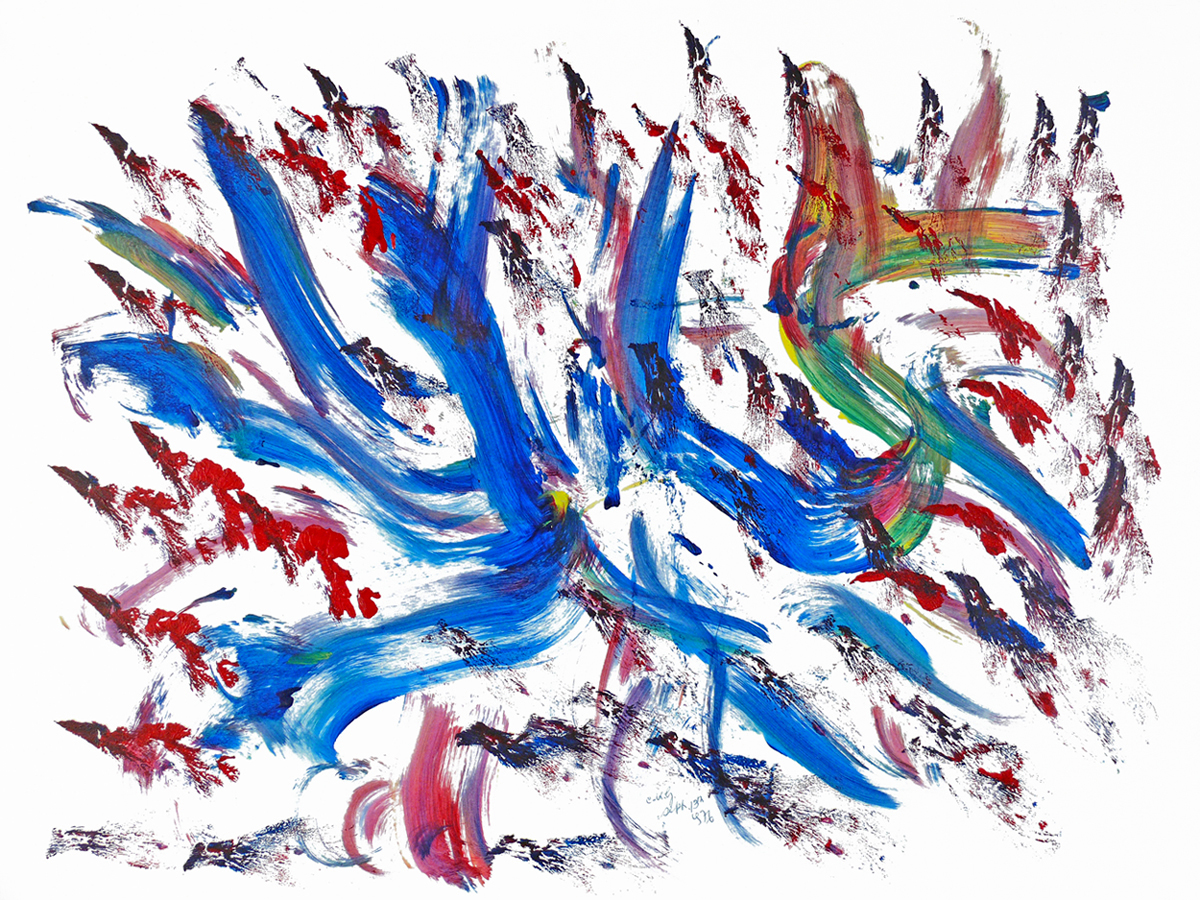
Un dipinto della serie "Jharna Kala", di Sri Chinmoy. Il termine in lingua bengalese vuol dire letteralmente "fontana dell'arte", a indicare il fluire spontaneo della creatività

### Pittura
Sri Chinmoy ha iniziato a dipingere nel 1974, durante una visita a Ottawa, in Canada. Egli usava un misto di acrilici e disegni a penna. Gli uccelli nei suoi dipinti e disegni sono stati indicati come gli "uccelli dell'anima". Opere di Chinmoy sono state esposte nel Louvre a Parigi, presso gli uffici dell'UNESCO di Parigi, a Londra al Victoria and Albert Museum e presso la Mall Gallery, al Museo d'Arte Moderna di San Pietroburgo, nel John F. Kennedy International Airport di New York, e alla sede delle Nazioni Unite.

### Musica
Chinmoy è accreditato come autore di migliaia di brevi composizioni musicali, scritte con testi prevalentemente in bengalese e in inglese.
Ha pubblicato due album in Giamaica con l'etichetta Port-O-Jam, controllata dalla Studio One. Nel 1976, Chinmoy pubblicò un album di ausilio alla meditazione con la Folkways Records dal titolo "Music for Meditation".
Nel 1984 egli diede inizio a una serie di "concerti per la pace" gratuiti, in cui suonava strumenti differenti offrendo momenti di meditazione silenziosa tra un'esecuzione e la successiva. Durante i concerti di solito Chimnoy utilizzava 10-15 diversi strumenti, quali ad esempio flauti, esraj, violoncello, dilruba e sintetizzatore.
Secondo i suoi seguaci, Sri Chinmoy ha eseguito quasi 800 concerti per la pace gratuiti in luoghi importanti di tutto il mondo, tra cui la Royal Albert Hall di Londra, il Lincoln Center e la Carnegie Hall a New York, il Nippon Budokan a Tokyo, il Louvre di Parigi, e la Sydney Opera House.

### Poesia
Sri Chinmoy ha iniziato a scrivere poesie in giovane età, in bengalese, sua lingua madre. In seguito egli apprese la metrica della lingua inglese, sicché la maggior parte delle sue poesie furono in seguito scritte in inglese. Negli anni successivi Sri Chinmoy scrisse molte brevi poesie, spesso di poche righe, brevi aforismi. In totale, si ritiene che Sri Chinmoy avrebbe scritto più di 120.000 poesie. Nel 2001 Sri Chinmoy fu invitato a recitare alcune sue poesie presso le Nazioni Unite, nell'ambito di un evento delle sponsorizzato dalle Nazioni Unite per "promuovere il dialogo tra le civiltà attraverso la poesia". L'11 settembre 2010, tre poesie di Sri Chinmoy sulla speranza sono state recitate dal governatore di New York David Paterson durante una cerimonia per celebrare il nono anniversario dell'11 settembre 2001.
Gli scritti ispirazionali di Sri Chinmoy sono stati lodati da molti, tra cui l'arcivescovo Desmond Tutu, che ha scritto: «Queste gemme dolci di saggezza scritte dal mio caro amico Sri Chinmoy sono verità senza tempo piene di incoraggiamento, di amore e di bontà... Questi capitoli ci riempiono di indomabile speranza e di entusiasmo per la vita».

## Atletismo

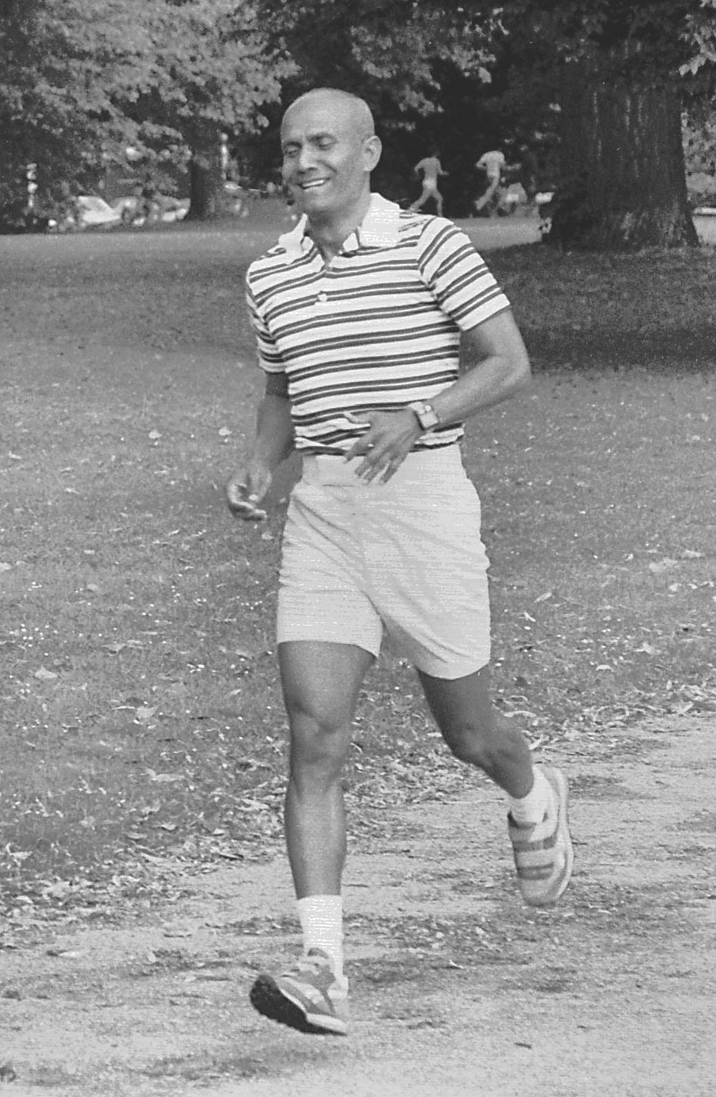
Sri Chinmoy durante una manifestazione podistica, Zurigo 1980

Nello spirito di auto-trascendenza, alcuni suoi allievi hanno compiuto imprese straordinarie di resistenza. Stando a quanto dichiarato nel sito del team, in totale alcuni membri del team Sri Chinmoy Marathon hanno traversato il Tunnel della Manica più di quaranta volte. Tra le altre imprese vanno incluse le corse su distanze elevate, le ultramaratone, come la Self-Transcendence 3100 Mile Race per esempio, e imprese di alpinismo e ciclismo di lunga distanza. Il discepolo di Chinmoy Ashrita Furman detiene attualmente 120 Guinness World Records ed è l'unica persona, al 2010, ad aver raggiunto questo obiettivo. Ashrita ha affermato che la meditazione appresa da Sri Chinmoy lo «aiuta ad andare oltre le sue aspettative».

### Corsa
Lo "Sri Chinmoy Marathon Team" è stato fondato nel 1977, e il team organizza in tutto il mondo manifestazioni dedicate alla corsa, al nuoto e al ciclismo. Nel campo del podismo le sue attività vanno dalle corse per divertimento alle ultramaratone. Il precursore delle ultramaratone è stata la "Liberty Torch Run", nel 1976, una corsa a staffetta in cui 33 corridori hanno celebrato il bicentenario degli Stati Uniti coprendo 8800 miglia in 7 settimane, attraverso oltre 50 stati. L'evento è stato in seguito ampliato nel 1987, diventando la "Sri Chinmoy Oneness-Home Peace Run" (ribattezzata poi "World Harmony Run"), che si tiene solitamente ogni due anni. La prima "Peace Run" è stata inaugurata nell'aprile del 1987 presso il World Trade Center a New York.
Nel 1986, Sri Chinmoy, con l'allora sindaco di Oxford Bill Fagg, inaugurò il primo "Sri Chinmoy Peace Mile", un tracciato di un miglio in Cutteslowe Park, a Oxford, che dà agli jogger la possibilità di misurare i loro progressi.
Molti dei seguaci di Sri Chinmoy corrono quotidianamente per mantenere la propria salute e forma fisica. Sri Chinmoy stesso, nel corso della sua attività sportiva, completò 22 maratone e 4 ultramaratone, continuando a correre fino a quando negli anni sessanta un infortunio al ginocchio lo costrinse a fermarsi, rivolgendo in seguito la sua attenzione al tennis e al sollevamento pesi.
Altri eventi fondati da Chinmoy sono il "Self-Transcendence 6 & 10 day" e la "Self-Transcendence 3100 Mile Race", descritta dal New York Times come il «Monte Everest delle ultramaratone».

### Sollevamento pesi

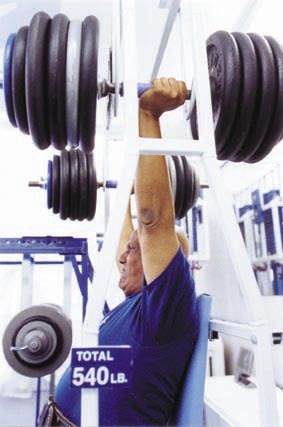
Sri Chinmoy solleva 540 libbre con le braccia (circa 245 chilogrammi)

Sri Chinmoy iniziò a praticare il sollevamento pesi nel 1985, all'età di 54 anni. Nel programma creato nel 1998, noto come "Lifting Up the World with a Oneness-Heart" ("Sollevare il mondo in un'unità di cuore"), Sri Chinmoy sollevava una o più persone situate su una piattaforma sopraelevata. Tra le circa 7.000 persone sollevate da Chimnoy vi sono: Nelson Mandela, Desmond Tutu, Muhammad Ali, Sting, Eddie Murphy, Susan Sarandon, Roberta Flack, Yōko Ono, Jeff Goldblum e Richard Gere. Di questa esperienza, il rabbino Marc Gellman scrisse su Newsweek:
Nel mese di aprile 2011, al Tribeca Film Festival, fu presentato un film documentario su questa attività di Sri Chinmoy, il Challenging Impossibility.

## Riconoscimenti
Nel 1998 Sri Chinmoy è stato insignito del premio "Pellegrino di Pace" dal Centro Internazionale di Assisi per la pace tra i popoli. Nell'ottobre del 1994 ha ricevuto, insieme con la moglie di Martin Luther King, Coretta Scott King, il premio "Mahatma Gandhi Armonia Universale" dal ramo americano dell'istituto culturale indiano Bharatiya Vidya Bhavan. Il 27 agosto 1997, giorno del suo sessantaseiesimo compleanno, la rivista internazionale Induism Today assegnò a Sri Chinmoy l'Hindu Renaissance Award, onorando il suo impegno nell'influenzare la fede e nel diffondere nel mondo la compassione.

## Controversie

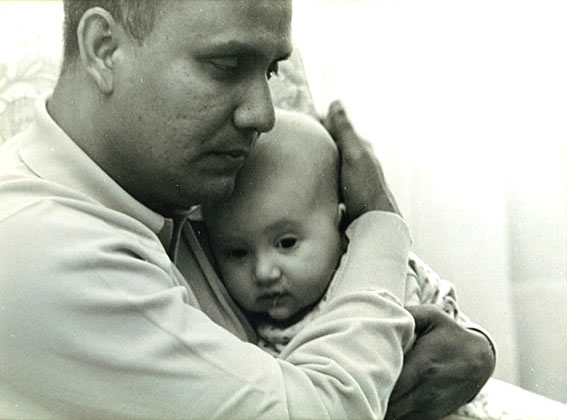
Sri Chinmoy tiene Jayanti Tamm nelle sue braccia nel 1970, quando la bambina aveva quattro mesi d'età. Chinmoy predisse che lei sarebbe divenuta la sua "discepola perfetta".

Sri Chinmoy è stato criticato da alcuni ex seguaci. Dopo la rottura con Chinmoy, il musicista Carlos Santana dichiarò alla rivista Rolling Stone che il guru era "vendicativo" e aveva «detto a tutti i miei amici di non chiamarmi mai più, perché stavo per annegare in un mare buio di ignoranza per averlo lasciato». In seguito, Santana commentò che la sua con Chinmoy fu comunque una buona esperienza di apprendimento.
Nata da genitori che facevano parte dell'organizzazione di Chinmoy, Jayanti Tamm è nota per il libro Cartwheels in un Sari: A Memoir of Growing Up Cult (pubblicato nel 2009), nel quale racconta la sua vita come discepola di Chinmoy. Tamm scrive che Chinmoy avrebbe predetto che lei sarebbe diventata la sua discepola perfetta, ma le cose andarono diversamente: Jayanti sarebbe stata espulsa dal gruppo più volte prima del suo volontario allontanamento definitivo, avvenuto nel 1995 quando era venticinquenne. Nel libro Tamn descrive la propria vita nel cerchio più ristretto intorno al guru e i propri sforzi per liberarsi dalla sua influenza.
Accuse contro Chinmoy sono state raccolte e pubblicate nel libro The Joy of Sects. Chinmoy respinse tali accuse, affermando che aveva rispettato il celibato per tutta la sua vita e che le accuse di cattiva condotta sessuale mossegli erano false e diffamatorie.

## Opere
Sri Chinmoy ha scritto numerose opere su una vasta gamma di argomenti spirituali. Queste comprendono racconti, saggi, opere teatrali, poesie e autointerviste. Il suo primo libro è stato pubblicato nel 1970.
Tra i libri pubblicati in lingua italiana:
- Canti dell'anima, J.G. Guzzi, Edizioni Madal Bal, Milano 1985.
- Compassione, The Golden Shore, Milano 2007.
- Everest-Aspiration. L'eterno respiro, Edizioni Madal Bal, Milano 1992.
- Il cuore e i sogni di un bambino. Educare con la saggezza spirituale. Una guida per genitori e bambini, The Golden Shore, Milano 2008, ISBN 978-88-88783-12-3.
- Il maestro e il discepolo, The Golden Shore, Milano 2014.
- Kundalini. Il potere della madre divina, The Golden Shore, Milano 2008, ISBN 978-88-88783-11-6.
- La meditazione del cuore, a cura di P. Giovetti, Edizioni Mediterranee, Roma 1987, ISBN 978-88-272-0604-1.
- L'arte del Silenzio, The Golden Shore, Milano 1993, ISBN 88-86737-00-9.
- Perdono, The Golden Shore, Milano 2008, ISBN 978-88-88783-04-8.
- Siddharta diviene il Buddha, The Golden Shore, Milano 2008, ISBN 978-88-88783-09-3.
- Yoga e vita spirituale, The Golden Shore, Milano 2008, ISBN 978-88-88783-02-4.